# Opawa (dopływ Odry)
Opawa (cz. Opavaⓘ, niem. Oppa, śląs. Opawica, Opavica, Opavice, Černá Opavice, Opa) – rzeka w Czechach, lewy dopływ górnej Odry, częściowo wyznacza granicę z Polską. Wypływa z Jesioników, płynie przez Śląsk Opawski, przez miasta Vrbno pod Pradědem, Karniów (Krnov) i Opawę, uchodzi do Odry na terenie Ostrawy.
Opawa powstaje z połączenia trzech potoków górskich mających swe źródła w Wysokim Jesioniku (czes. Hrubý Jeseník). Są to: Czarna Opawa, Środkowa Opawa i Biała Opawa.
Czarna Opawa (czes. Černá Opava) ma swoje źródła na zachodnim zboczu Orlika (1204 m n.p.m.), skąd płynie łukiem ku północy, wschodowi i południowi pod ruinami zamku Koberštejn do Vrbna pod Pradědem. Na odcinku od Koberštejnu do Vrbna oddziela Wysoki Jesionik od Gór Opawskich (czes. Zlatohorská vrchovina).
Środkowa Opawa (czes. Střední Opava) wypływa spod północno-wschodnich stoków Pradziada (1491 m n.p.m.) i płynie na północny wschód przez Vidly i Bílý Potok do Vrbna.
Biała Opawa (czes. Bílá Opava) ma swe źródła na południowych zboczach Pradziada, przy schronisku Barborka. Płynie głęboko wciętą, skalistą doliną na wschód, do Karlovej Studanki, a dalej na północny wschód do Vrbna. W miejscowości Vrbno pod Pradědem wszystkie trzy potoki się łączą, tworząc rzekę Opawę.
Od gminy Karłowice Opawa płynie przez Niski Jesionik, najpierw na południowy wschód, a od miejscowości Nové Heřminovy na północny wschód, do Karniowa w Górach Opawskich. Tam wpada do niej Opawica, a sama Opawa skręca na południowy wschód i płynie przez Płaskowyż Głubczycki. Przepływa przez miasto Opawę, nieco poniżej przyjmuje swój główny dopływ – Morawica. Między Karniowem a Opawą stanowi granicę między Polską a Czechami. Wpada do Odry na terenie Ostrawy w Kotlinie Ostrawskiej.

## Dopływy

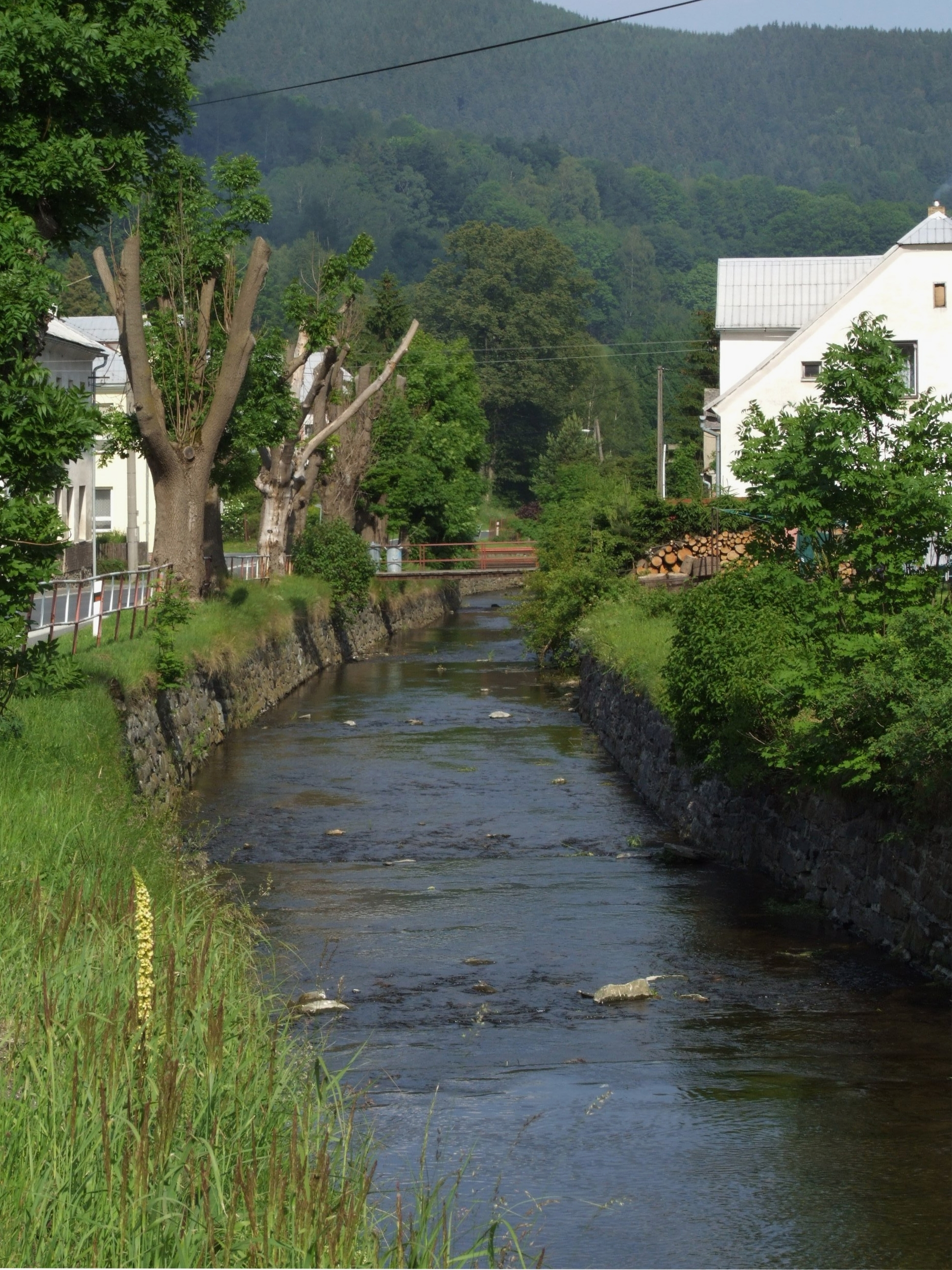
Potok Opavice (Opawica)

- Lewe: Kobylí potok, Kamenný potok, Jelení potok, Krasovka, Kostelecký potok (też Jelení potok), Opavice (Opawica), Trmantický potok ("Thirmický potok"[1], Potok Ciermięcicki), Obecní potok, Wilżyna, Pilšťský potok (Ostra), Štěpánka
- Prawe: Uhlířský potok, Skrbovický potok, Popel, Oborenský potok, Milotický potok, Zátoráček, Guntramovický potok, Mlýnský náhon, Hájnický potok, Černý potok, Čižina, Hořina, Velká, Lipinka, Heraltický potok, Moravice (Morawica), Strouha, Sedlinka, Ohrozima, Hrabyňka, Děhylovský potok.

## Miasta
- Vrbno pod Pradědem
- Krnov
- Opava
- Kravaře
- Ostrava